# Los Chikos del Maíz
I Los Chikos del Maíz sono un gruppo hip hop spagnolo formato dai rapper Nega e Toni el Sucio insieme al dj Bokah. I testi del gruppo affrontano temi quali il terrorismo, la monarchia o la situazione politica spagnola. I membri si sono dichiarati seguaci del marxismo e antifascisti sia attraverso le loro canzoni che attraverso varie interviste.
Il nome dal gruppo deriva da uno dei racconti di un libro di Stephen King, intitolato Children of the Corn (I figli del grano).

## Stile
Lo stile dei Los Chikos del Maíz si caratterizza per le allusioni all'attualità politica, con riferimenti culturali e cinematografici. I rapper hanno espresso apertamente opinioni contrarie alla Chiesa, alla monarchia e al capitalismo. La loro cultura è associata a quella di gruppi marxisti, dove godono di molta popolarità.

## Discografia

### Album
- Miedo y Asco en Valencia (2005)
- A D10s le Pido (2007)
- Pasión de Talibanes (2011)
- Rio Propaganda (2013)
- La Estanquera de Saigón (2014)
- Trap Mirror (2016)